# Loewia piliceps
Loewia piliceps är en tvåvingeart som beskrevs av Louis-Paul Mesnil 1973. Loewia piliceps ingår i släktet Loewia och familjen parasitflugor. Inga underarter finns listade i Catalogue of Life.